# Ornipholidotos katangae
Ornipholidotos katangae är en fjärilsart som beskrevs av Henry Stempffer 1947. Ornipholidotos katangae ingår i släktet Ornipholidotos och familjen juvelvingar. Inga underarter finns listade i Catalogue of Life.